# ’Allo ’Allo! (seria 3)
Premierowa emisja trzeciej serii serialu ’Allo ’Allo! miała miejsce od 5 grudnia 1986 roku do 9 stycznia 1987 roku na kanale BBC One. Scenarzystami byli Jeremy Lloyd i David Croft. Ten ostatni wspólnie z Robinem Carrem był także reżyserem wszystkich odcinków trzeciej serii.

## Obsada
- Gorden Kaye jako René Artois
- Carmen Silvera jako Madame Edith
- Vicki Michelle jako Yvette
- Francesca Gonshaw jako Maria
- Richard Marner jako pułkownik von Strohm
- Sam Kelly jako kapitan Geering
- Guy Siner jako porucznik Gruber
- Kim Hartman jako Helga
- Richard Gibson jako Herr Flick
- John Louis Mansi jako von Smallhausen
- Hilary Minster jako generał von Klinkerhoffen
- Rose Hill jako Madame Fanny
- Jack Haig jako Roger LeClerc
- Kirsten Cooke jako Michelle
- Kenneth Connor jako Monsieur Alfonse
- John D. Collins jako Fairfax
- Nicholas Frankau jako Carstairs

## Odcinki
| Numeracja | Oryginalny tytuł            | Premiera w TV   |
| --------- | --------------------------- | --------------- |
| 3x01      | The Nicked Knockwurst       | 5 grudnia 1986  |
| 3x02      | Gruber Does Some Mincing    | 12 grudnia 1986 |
| 3x03      | The Sausage in the Wardrobe | 19 grudnia 1986 |
| 3x04      | Flight of Fancy             | 26 grudnia 1986 |
| 3x05      | Pretty Maids All in a Row   | 2 stycznia 1987 |
| 3x06      | The Great Un-Escape         | 9 stycznia 1987 |

## Fabuła

### Odcinek 1
Herr Flick dowiaduje się, że kiełbasę z obrazem Upadłej Madonny z wielkim cycem skradł komunistyczny ruch oporu, który chce za nią dostać okup. W próbie odzyskania dzieła sztuki udział ma wziąć oczywiście René. Pułkownik wraz ze swoimi ludźmi ma odzyskać pieniądze, zastawiając na komunistów pułapkę. Cały plan rzecz jasna nie powodzi się...

### Odcinek 2
Kiełbasa, w której był ukryty obraz, zostaje zjedzona przez psa porucznika Grubera. Za namową René ten wykonuje jeszcze jedną kopię. Silnik z kosiarki, który skradziono generałowi von Klinkerhoffenowi zostaje umieszczony w wózku inwalidzkim Madame Fanny. Ma pomóc Fairfaksowi i Carstairsowi w powrocie do Anglii.

### Odcinek 3
Maria, która miała zanieść Gruberowi w celu skopiowania obraz Upadłej Madonny zostaje zatrzymana i uwięziona w kwaterze generała. Von Klinkerhoffen zauważa kiełbasę, ale nie wiedząc o jej zawartości, chowa ją do szafy. Obraz chcą odzyskać jednak zarówno Herr Flick i von Smallhausen, pułkownik i kapitan, mieszkańcy kawiarni oraz porucznik i Helga. Wszyscy z tym samym zamiarem pojawiają się w chateau.

### Odcinek 4
Porucznik Gruber znów dostaje do skopiowania Upadłą Madonnę z wielkim cycem, jednak Madame Fanny z głodu odgryzła róg obrazu, na którym widniał podpis van Klompa. W celu wysłania lotników do Anglii w miasteczku zostaje zorganizowany rajd starych pojazdów, który ma odciągnąć uwagę Niemców.

### Odcinek 5
Obraz Upadłej Madonny René chowa za płótnem innego starego obrazu. Okazuje się, że jest to drogocenny Pęknięty wazon z wielkimi słonecznikami pędzla van Gogha, który zostaje zarekwirowany przez generała. Brytyjscy lotnicy w tym samym czasie dostają ubrania kelnerek oraz prostytutek.

### Odcinek 6
Angielscy lotnicy w przebraniu prostytutek ukrywają się w kostnicy. Stamtąd kopany jest tunel do obozu jenieckiego, gdzie Brytyjczycy mają się ukryć i zdobyć nowe mundury. Porucznik Gruber dostaje do przechowania Pęknięty wazon van Gogha, za płótnem którego znajduje się Upadła Madonna van Klompa. Tunel do obozu odkrywają Niemcy...